# Atopocottus tribranchius
Atopocottus tribranchius är en fiskart som beskrevs av Bolin, 1936. Atopocottus tribranchius ingår i släktet Atopocottus och familjen simpor. Inga underarter finns listade.